# مکتب قرآن
مکتب قرآن، عنوانی برای مجموعه‌ای از مدارس دینی اسلامی است که قبل از انقلاب بهمن ۱۳۵۷ بدست احمد مفتی‌زاده در مناطق اهل سنت ایران بنیانگذاری شد. این مدارس ابتدا در سال ۱۳۵۶ در مریوان و سنندج به صورت مدرسۀ قرآن بنیادگزاری گردیدند. در سال ۱۳۵۹ نام این مدارس به مکتب قرآن تغییر یافت و همزمان با اعتراضات در کردستان ایران به گونه‌ی یک جنبش دینی در میان اهل سنت ایران به‌ویژه کردهای اسلام‌گرای سنی در کردستان ایران درآمد.
در سال های بعد از وفات احمد مفتی زاده در بین شاگردان او اختلافاتی روی داد که منجر به انشعاب در مکتب قرآن شد. حسن امینی و تعدادی از اعضای مکتب قرآن از همفکران قبلی جدا شده و مکتب قرآن کردستان (اقلیت) را تشکیل دادند. شورای مدیریت مکتب قرآن (اکثریت) با نظارت سعدی قریشی در حال فعالیت هستند.  و همچنان به فعالیت می‌پردازند.

## جهت‌گیری
مکتب قرآن خط فکری احمد مفتی‌زاده و برداشت او از قرآن و سنت را دنبال می‌کند و مدعی‌ست که بر اساس توقعی فکری و عقلانی از باورهای دینی، درکی صحیح از دین و نقش آن در تنظیم و هدایت افعال مسلمانان ایجاد می‌کند.

## شخصیت‌های کلیدی
- احمد مفتی زاده
- حسن امینی
- فاروق فرساد
- ناصر سبحانی

## منبع
- وب‌گاه رسمی مکتب قرآن (جناح اکثریت)
- نشریۀ راه ما (نشریۀ داخلی جناح اقلیت)